# Little Paxton
Little Paxton är en ort och civil parish i Storbritannien.   Den ligger i distriktet Huntingdonshire i grevskapet Cambridgeshire i riksdelen England, i den sydöstra delen av landet, 80 km norr om huvudstaden London. Little Paxton ligger 16 meter över havet och antalet invånare är 3 073.
Terrängen runt Little Paxton är huvudsakligen platt. Little Paxton ligger nere i en dal. Runt Little Paxton är det ganska tätbefolkat, med 179 invånare per kvadratkilometer. Närmaste större samhälle är Bedford, 19,1 km sydväst om Little Paxton. Trakten runt Little Paxton består till största delen av jordbruksmark.